# Предња доња церебеларна артерија
Предња доња церебеларна артерија (ПДЦА) је један од три пара артерија које снабдевају крвљу мали мозак.

## Анатомија
Настаје из базиларне артерије са сваке стране на нивоу споја између продужене мождине и понса у можданом стаблу. Има променљив ток, пролази уназад да би се појавила на предњем делу доње површине малог мозга, анастомозирајући се са задњом доњом церебеларном артеријом (ЗДЦА, граном вертебралне артерије) и горњом малом артеријом.
Такође даје унутрашњу слушну или лавиринтску артерију, у већини случајева, док се лавиринтна артерија ређе може појавити и као грана базиларне артерије.
Количина ткива које прима крв из ПДЦА је променљива, у зависности од тога да ли је ЗДЦА мање или више доминантна, али обично укључује антероинфериорну површину малог мозга, флокулус, средњи церебеларни педункул и инферолатерални део понса.